# 점입자
점입자(點粒子, point particle, 이상적 입자)는 물리학에서 매우 여러 분야에 걸쳐 사용되며 하나의 이상입자다. 그 한 예로 이상기체의 경우도 기체분자를 하나의 점입자로 간주한다. 점입자는 공간을 전혀 차지하지 않으며 0-차원 상에 존재한다. 어떠한 물체라도 크기나 모양, 또 그것의 불규칙한 구조와 상관없이 하나의 점입자로서 적절히 표현할 수 있다. 이러한 예로는 어떠한 모양의 물체라도 마치 점입자처럼 움직이는 것처럼 설명할 수 있다.
중력에 관련된 물리문제를 푸는데 있어 물리학자들은 하나의 점입자에 질량이 모여있다고 가정하여(이를 점질량이라고도 한다) 문제를 푼다. 비슷하게 전자기학에서는 하나에 점입자에 모든 전하가 모여있다고 가정하여(점전하) 문제를 풀기도 한다.
때로는 어떤 물체에 매우 근접한 경우에도 요소들의 조합함으로써 마치 물체가 점입자같이 행동한다고 기술할 수 있다. 그 한 예로 구형의 물체가 3차원 공간상에서 역제곱 법칙에 의해 상호작용하고 있을 때 이 물체들은 마치 그 구의 기하학적 중심에 질량이 모여있는 것처럼 기술된다. 특히 고전역학적으로 볼 때 중력과 전자기학적으로 만들어지는 구 밖에서의 장들은 그 중심에 질량이 모여 있을 때와 정확히 일치한다.
하지만 현대물리학의 양자역학적 관점에서 점입자의 개념은 하이젠베르크의 불확정성 원리에 의해 매우 복잡한 문제가 된다. 점입자의 개념에 따르면 기본입자도 점입자이며 공간상에 어떠한 공간도 차지하지 않는다. 하지만 수소의 전자는 약10-30 m3의 공간을 차지하고 있다.

## 점질량
점질량은 물질이 매우 작다고 가정될 때 사용한다. 크기에 대한 개념은 점입자와 같지만 점입자는 그 물체가 매우 작을 경우에만 사용된다.

격자 안에 그려져 있는 점입자의 예. 회색의 원형 질량이 점입자(검은색 점)로서 간단하게 나타내어 운동법칙을 기술할 수 있다.

### 적용

#### 물리학
점질량은 주로 중력장을 다룰 때에도 사용된다. 중력을 다루는 경우 모든 단위질량을 개개로 다루는 것은 매우 힘들다. 따라서 한 물체에 대해 그것의 질량 중심에 질량이 위치하는 점입자로서 생각하면 중력을 다룰 때 매우 편리하다.

#### 수학
통계학에서 점질량이란 불연속적인 확률분포 조각이다. 점질량을 계산하기 위해서는 전체범위에 대해 임의의 변수로 연속된 확률분포의 함수로서 적분되어야 한다. 그 후 그 적분값을 1로 맞추고(정규화과정을 거쳐) 여기에 약간의 계산을 거쳐서 확률분포의 점질량을 구할 수 있다.

## 점전하
점전하 또한 전기전하에 있어 입자의 이상화 모델이다. 점입자는 전기적으로 전하를 가진 입자가 0-차원상에 점입자로서 이상적으로 존재하는 것을 말한다.
전자기학의 기초적인 법칙인 쿨롱의 법칙에 따르면, 전기적 힘이 두개의 점전하 사이에서 작용한다. 고전적인 관점에서 볼 때 점전하이론은 모순이 생기는데, 전기장에 고전적인 점전하가 있다고 가정하면 이 점전하로 무한이 가까이 접근하면 점전하의 에너지가 무한이 된다는 것이었다. 하지만 리처드 파인만이 정립한 양자전기역학(QED)을 통하여 수학적 방법으로 재규격화함으로써 이러한 점입자에서 발생하는 무한의 발산 문제는 해결되었다.
언쇼 정리에 따르면 점전하는 전하의 정전기 상호작용에 의해서만으로는 완전히 안정된 상태의 균형잡힌 구조가 존재할 수 없다.

## 양자역학에서의 이용

양성자는 두개의 업 쿼크와 하나의 다운 쿼크로 구성되어 있으며, 이들 쿼크 사이에는 글루온이 작용하여 인력을 생성한다.

양자역학에서는 기본적으로 기본입자와("점입자"라고 불리기도 함) 합성입자로 구분된다. 여기서 기본입자란 그보다 더 하위 구조가 없는 전자나 쿼크 혹은 광자를 포함한다. 한편 합성입자는 양성자와 중성자같은 하위 구조(쿼크로 이루어짐, 그림 참조)를 가진다. 하지만 이들 기본입자와 합성입자도 하이젠베르크의 불확정성 원리에 의해 공간상의 한곳에 국한되지 않는다. 한편 입자 파동묶음은 일정한 공간을 차지하는데 예를 들어 원자 오비탈의 경우를 보면 전자는 기본입자이지만 이것의 양자적 상태는 3차원공간상의 일정한 분포를 가진다.
그럼에도 기본입자는 점입자로 불리는 이유가 있다. 이것은 기본입자가 비국지화된 양자묶음인 경우, 이 양자묶음은 사실 어떤 점에서 입자가 정확하게 국소화된 양자상태의 중첩이기 때문이다. 하지만 합성입자는 국소화된 양자상태의 중첩이라는 것을 나타내지 못한다. 이러한 의미에서 물리학자들은 입자의 본질적인 "크기"에 대해서 논의하기 시작했다(이것의 하위구조의 크기는 파동묶음의 크기를 의미하지 않는다. 기본입자의 '크기'란 여기서는 정확히 0을 말한다).
예를 들어 전자의 경우 실험적 결과는 전자의 크기가 10-18 m이하임을 증명하였다. 이것은 기대값이 정확히 0이라는 것과 부합한다(이것은 고전적인 전자의 반지름과는 다르며 전자의 실제 크기와는 관계가 없다).

## 같이 보기
- 기본입자
  - 쿼크
  - 렙톤
- 전하

## 참고 문헌
- Eric W. Weisstein, "Point Charge".
- F. H. J. Cornish, "Classical radiation theory and point charges". Proc. Phys. Soc. 86 427-442, 1965. doi:10.1088/0370-1328/86/3/301
- O. D. Jefimenko, "Direct calculation of the electric and magnetic fields of an electric point charge moving with constant velocity". Am. J. Phys.62 (1994), 79.